# Baloo (auteur)
Pour les articles homonymes, voir Baloo (homonymie) et Poelaert.
Éric  Poelaert dit Baloo, né le 15 janvier 1963 à Haine-Saint-Paul dans la province de Hainaut, est un auteur de bande dessinée belge spécialisé dans le genre humoristique.

## Biographie
Éric Poelaert naît le 15 janvier 1963 à Haine-Saint-Paul. Il devient instituteur à la fin de ses études. Il donne alors des cours de formation professionnelle à des adultes et suit parallèlement les cours du soir de bande dessinée dispensés par Antonio Cossu, Gérard Goffaux et Philippe Foerster à Jemappes. Il y côtoie Jurg, Alain Henriet et Ludo Borecki, avec lesquels il crée le fanzine Brazil. En 1997, il signe le scénario d'un court récit pour Alain Henriet qui paraît dans Spirou. Tout en réalisant lui-même diverses histoires humoristiques, il écrit pour Henriet avec le second Une pizza à l'œil, album auto-édité remarqué par Olivier Vatine qui débouche ensuite la série John Doe, publiée dans la collection « Sang froid » aux éditions Delcourt entre 2000 et 2002. Entre-temps, La Cafetière et Petit à Petit avaient publié ses deux premiers albums à compte d'éditeur. En 2004, il lance deux séries chez Emmanuel Proust éditions ; celles-ci ne connaissent cependant qu'un volume.
En 2002, il publie chez Petit à Petit son premier livre jeunesse, Pourquoi la girafe a-t-elle un si long coup ?, sur un texte de Kenza Guenoun. Deux autres albums suivent en 2003 et 2004, avant qu'il cesse sa collaboration avec cette maison d'édition. Baloo auto-édite entre 2006 et 2008 trois autres albums jeunesse qu'il réalise seul. En 2012, La Martinière jeunesse réédite en un volume ses deux collaborations avec Kenza Guenoun.
À partir de 2008, Baloo travaille comme coloriste de la nouvelle série de Marc Wasterlain, Les Pixels, dont quatre albums sont publiés entre 2010 et 2015 chez Mosquito. Il réalise également la mise en couleur de trois albums de la série Agatha Christie chez Emmanuel Proust Éditions en 2009. Il dessine ou écrit également quelques albums auto-édités ou publiés par de tout petits éditeurs.
Il réalise également l'affiche des festivals de bande dessinée de Manage en 2011 et des 10e rencontres de la BD de Longvic en 2017. En avril 2021, il participe au collectif Lovely Wheels chez C.M. Éditions.

### Vie privée
En 2022, Baloo demeure à Mons.

## Œuvres

### Bande dessinée
- La Mission infernale, Brain Produk, 1995.
- Two gentlemen, La Cafetière, coll. « Crescendo », 1997.
- La Mission infernale, Petit à Petit, 2000. Version augmentée et redessinée de l'album de 1995.
- John Doe ! (scénario), avec Alain Henriet (dessin), Delcourt, coll. « Sang froid » :

1. Une pizza à l'œil[6], 2000  (ISBN 2-84055-507-7).
2. Quatre Saisons en enfer[7], 2001  (ISBN 2-84055-672-3).
3. London Pepperoni[8], 2002  (ISBN 2-84055-807-6).

- La Mission infernale, Petit à Petit :

1. La Mission infernale[9], 2003. Version colorisée et remontée de l'album de 2000.
2. Panique dans la brousse, 2004,  (ISBN 2914401639).

- Les Couzes t. 1 (scénario), avec Jürg (dessin), Emmanuel Proust éditions, coll. « Trilogies », 2004[10].
- Las Chicas t. 1 : La Main rouge (scénario), avec Jean-Philippe Kalonji (dessin), Emmanuel Proust éditions, coll. « Trilogies », 2004[11]
- Agatha Christie t. 16 (Cartes sur table), 17 (Témoin muet) et 19 (La Maison du péril)[12],[13] (couleurs), avec divers auteurs (dessin et scénario), Emmanuel Proust éditions, 2009.
- Circus, t. 1 : En route vers l'Afrique (dessin), avec Tarek (scénario), Idées+ Passion BD / Le Fun en Bulle, 2010.
- Les Pixels t. 1-4 (couleurs), avec Marc Wasterlain (dessin et scénario), Mosquito, 2010-2015[14].
- Crodur t. 1 : Le roi de la br... frousse ! (dessin et scénario), avec Eco et Céka (scénario), Physalis, 2013.
- Les Collectionneurs[15],[16] (scénario), avec un collectif de dessinateurs, Éditions du Long Bec, coll. « HumoristiK », 2015, 11 scénarios pour des dessinateurs différents dont Frank Margerin, la couverture est signée Jean Solé.

### Albums jeunesse
- Kenza Guenoun, Pourquoi la girafe a-t-elle un si long cou ?, Petit à Petit, 2002 (réédition en 2012 : intégrale).
- Kenza Guenoun, Pourquoi le lion est-il le roi des animaux ?, Petit à Petit, 2003 (réédition en 2012 : intégrale).
- Annie Prévost, Pagaille dans la savane, Petit à Petit, 2004.
- Baloo, Panique dans la brousse[17], Petit à Petit, 2004.
- Baloo, La Bourde des trois clowns, Delphi, coll. « Poussières de Rêves », 2006  (ISBN 9782951730939).
- Baloo, Ptidragon, Delphi :

1. La Rentrée des classes, 2007  (ISBN 9782951730960).
2. Le Secret des Dragonuls, 2008  (ISBN 9782951730984).

- Kenza Guenoun, Pourquoi le lion est-il le roi des animaux ? : Et pourquoi la girafe a-t-elle un si long cou ?[18], La Martinière jeunesse, 2012 (réédition des livres de 2002 et 2003 : intégrale).

#### Livres
- Jacques Fiérain, « Baloo », dans La BD dans la province du Hainaut, Charleroi, Éd. l'Âge d'or, septembre 2006, 96 p., ill. ; 31 cm (ISBN 9782960046458 et 2960046455, OCLC 469651838, présentation en ligne), p. 4.
- Philippe Mellot, Michel Denni, Laurent Turpin et Isabelle Morzadec, Trésors de la bande dessinée : BDM 2021-2022 - Catalogue encyclopédique et Argus, Paris, Les Arènes, novembre 2020, 22e éd., 1700 p., ill. ; 23 cm (ISBN 9791037502582, OCLC 1240308146, présentation en ligne), p. 255, 268, 294, 298, 423, 643, 747, 834, 1245. .

### Émissions de télévision
- "La minute de l'artiste - Baloo sur Télé MB, présentation : Philippe Englebert (2 min 36 s), 28 mars 2018.

### Vidéographie
- Texte - images sur Sonuma, Hergé, François Schuiten, Benoît Peeters, Claude Renard, Alain Goffin, Antonio Cossu, Philippe Foerster, Gérard Goffaux, Éric Poelaert, Louis Joos, Blaise Dehon, Thierry Van Hasselt, Didier Platteau, Pierre Pourbaix, Nicolas Vadot, Denis et Olivier Deprez (Intervenants), En toutes lettres - Texte - images, film de Guy Lejeune (scénario) et Miguel Rivière (interviews), diffusé sur la RTBF le 12 novembre 1994 (54 min 6 s).